# Auhausen
Auhausen là một đô thị ở huyện Donau-Ries trong bang Bayern nước Đức
Dân số cuối năm 2006 là 1088 người.
Auhausen là nơi họp năm 1608 để lập nên Liên hiệp Tin lành, cũng gọi là Liên hiệp Auhausen